# (2642) Vésale
(2642) Vésale – planetoida z grupy pasa głównego asteroid okrążająca Słońce w ciągu 3 lat i 285 dni w średniej odległości 2,43 j.a. Została odkryta 14 września 1961 w Observatoire Royal de Belgique w Uccle przez Eugène’a Delporte. Nazwa planetoidy pochodzi od Andreasa Vesaliusa (1514–1564), flamandzkiego uczonego, twórcy nowożytnej anatomii. Przed nadaniem nazwy planetoida nosiła oznaczenie tymczasowe (2642) 1961 RA.